# 細條絲隆頭魚
細條絲隆頭魚，又稱細條絲鰭鸚鯛，為輻鰭魚綱鱸形目隆頭魚亞目隆頭魚科的其中一種，分布於印尼爪哇海海域，棲息深度6-40公尺，體長可達8公分，棲息在礁石區海域，成小群活動，以浮游生物為食，生活習性不明。

## 擴展閱讀
維基物種上的相關：細條絲隆頭魚